# Enriqueta de Clèveris
Enriqueta de Clèveris - en francès Henriette de Clèves o Henriette de Nevers- (La Chapelle-d'Angillon, França, 31 d'octubre de 1542 - París, 24 de juny de 1601) era una noble francesa de la casa de La Marck, filla del duc de Nevers Francesc de Clèveris (1516-1561) i de Margarida de Borbó-Vendôme (1516-1589).
A la mort del seu pare, el 1561, el seu germà gran Francesc II va assumir el govern del ducat de Nevers i del comtat de Rethel; però aquest va morir a l'any següent. L'herència passà a mans del germà petit Jacques, que va morir dos anys més tard, el 1564. No tenint descendència cap dels dos germans Enriqueta esdevingué duquessa de Nevers i comtessa de Rethel.
El 4 de març de 1565 es va casar a Molins amb Lluís I Gonzaga, príncep de Màntua, naturalitzat francès que combatia les tropes espanyoles al servei del rei Carles IX de França. Lluís I Gonzaga era fill del duc de Màntua i marquès de Montferrat Frederic II (1500-1540) i de Margarida Paleòleg de Montferrat (1510-1566). El matrimoni va tenir cinc fills: 
- Caterina (1568-1629), casada amb Enric I d'Orleans (1568-1595).
- Enriqueta (1571-1601), casada amb Enric de Lorena (1578-1621).
- Frederic (1573-1574)
- Francesc (1576-1580)
- Carles (1580-1637), casat amb Caterina de Lorena (1585-1618).